# Treviso Foot-Ball Club 1993 2003-2004
Questa voce raccoglie le informazioni riguardanti il Treviso Foot-Ball Club 1993 nelle competizioni ufficiali della stagione 2003-2004.

## Stagione
Il neopromosso Treviso nella stagione 2003-2004 ha preso parte alla Serie B, classificandosi al quindicesimo posto con 55 punti, gli stessi del Genoa e della Salernitana. Allenato dal Tecnico Adriano Buffoni, ottiene 31 punti nel girone di andata concluso a mezza classifica, mentre nel girone di ritorno non riesce a mantenere lo stesso passo, raccogliendo 24 punti, sufficienti a non soffrire troppo. Gran protagonista della stagione trevigiana Massimo Ganci, il bomber milanese che la scorsa stagione in Serie C1 aveva segnato 6 reti, in questa stagione cadetta ne ha segnati 15, finalizzando il gioco di Adriano Buffoni. Si è trattato di un torneo interminabile, composto da 46 giornate, frutto della riforma del campionato, che ha portato la Serie B da 20 a 24 squadre. In Coppa Italia il Treviso viene eliminato al primo turno nella fase a gironi, nel girone 3 dove giunge terzo dopo il Palermo (qualificato), il Verona e con gli stessi punti dell'AlbinoLeffe. In questo trofeo il Treviso, al pari di quasi tutte le squadre cadette, ha protestato non giocando la seconda e la terza giornata, per il nuovo format di campionato, ritenuto dalle partecipanti inadeguato alla categoria.

## Divise e sponsor
Lo sponsor tecnico nella stagione è stato Lotto, mentre lo sponsor ufficiale Segafredo Zanetti.
| Casa |

## Organigramma societario
Area direttiva
- Presidente: Ettore Setten

Area tecnica
- Allenatore: Adriano Buffoni
- Vice Allenatore: Marco Giampaolo

## Rosa
| N. |                    | Ruolo | Calciatore               |
| -- | ------------------ | ----- | ------------------------ |
| 1  | Italia (bandiera)  | P     | Massimo Marconato        |
| 1  | Belgio (bandiera)  | P     | Jean François Gillet     |
| 2  | Italia (bandiera)  | D     | Federico Del Grosso      |
| 3  | Italia (bandiera)  | D     | Ivanoe Lanzara           |
| 4  | Serbia (bandiera)  | C     | Ljubisa Dundjerski       |
| 5  | Italia (bandiera)  | C     | Francesco Parravicini    |
| 6  | Italia (bandiera)  | D     | Marcello Cottafava       |
| 6  | Italia (bandiera)  | D     | Carlo Sassarini          |
| 7  | Italia (bandiera)  | C     | Roberto Chiappara        |
| 8  | Italia (bandiera)  | C     | Roberto Magnani          |
| 8  | Italia (bandiera)  | C     | Massimo Minetti          |
| 8  | Italia (bandiera)  | C     | Marco Silvestrin         |
| 9  | Italia (bandiera)  | C     | Fabio Gallo              |
| 10 | Italia (bandiera)  | C     | Daniele Bellotto         |
| 11 | Italia (bandiera)  | A     | Massimo Ganci            |
| 12 | Italia (bandiera)  | P     | Daniel Zanucco           |
| 13 | Italia (bandiera)  | P     | Federico Marchetti       |
| 14 | Italia (bandiera)  | A     | Denis Mair               |
| 15 | Brasile (bandiera) | D     | Fabiano Lourenço Marques |

| N. |                    | Ruolo | Calciatore              |
| -- | ------------------ | ----- | ----------------------- |
| 17 | Italia (bandiera)  | C     | Alessandro Monticciolo  |
| 18 | Italia (bandiera)  | D     | William Pianu           |
| 19 | Italia (bandiera)  | C     | Massimo Gobbi           |
| 20 | Italia (bandiera)  | D     | Paolo Bianco            |
| 21 | Italia (bandiera)  | C     | Antonino D'Agostino     |
| 22 | Italia (bandiera)  | D     | Francesco Galeoto       |
| 23 | Italia (bandiera)  | C     | Ivan Javorčić           |
| 25 | Italia (bandiera)  | D     | Fabiano Ballarin        |
| 27 | Italia (bandiera)  | A     | Luigi Anaclerio         |
| 28 | Italia (bandiera)  | C     | Alessandro Gazzi        |
| 29 | Italia (bandiera)  | D     | Matteo Centurioni       |
| 30 | Italia (bandiera)  | D     | Fabio Tinazzi           |
| 31 | Brasile (bandiera) | A     | Barreto                 |
| 32 | Brasile (bandiera) | A     | Reginaldo               |
| 33 | Italia (bandiera)  | C     | Massimo Donzella        |
| 77 | Italia (bandiera)  | P     | Damiano Milan           |
| 80 | Italia (bandiera)  | P     | Daniele Lorenzini       |
| 90 | Italia (bandiera)  | A     | Massimiliano Varricchio |
| 99 | Italia (bandiera)  | A     | Giacomo Lorenzini       |

## Risultati

### Campionato

#### Girone di andata
| Genova 30 agosto 2003, ore 20:30 1ª giornata | Genoa           | 0 – 0 | Treviso | Stadio Luigi Ferraris\| Arbitro: \| Brighi (Cesena) \| |
| Arbitro:                                     | Brighi (Cesena) |       |         |                                                        |

| Arbitro: | Brighi (Cesena) |

|                             |           |             |
| Chiappara 51’ Anaclerio 71’ | Marcatori | 19’ Araboni |

| Verona 11 settembre 2003, ore 20:30 3ª giornata | Verona           | 0 – 0 | Treviso | Stadio Marcantonio Bentegodi\| Arbitro: \| Rocchi (Firenze) \| |
| Arbitro:                                        | Rocchi (Firenze) |       |         |                                                                |

| Arbitro: | M. Mazzoleni (Bergamo) |

|               |           |             |
| Anaclerio 58’ | Marcatori | 55’ Spinesi |

| Arbitro: | Messina (Bergamo) |

|                 |           |               |
| M. Esposito 23’ | Marcatori | 8’ Varricchio |

| Arbitro: | Bergonzi (Genova) |

|                            |           |  |
| Bianco 6’ Gallo 29’ (rig.) | Marcatori |  |

| Arbitro: | Morganti (Ascoli Piceno) |

|                          |           |                     |
| Varricchio 51’ Gobbi 59’ | Marcatori | 85’ (rig.) Oliveira |

| Arbitro: | Romeo (Verona) |

|                            |           |  |
| Riganò 36’ Graffiedi 90+3’ | Marcatori |  |

| Arbitro: | Bertini (Arezzo) |

|  |           |            |
|  | Marcatori | 61’ Zanini |

| Arbitro: | Girardi (San Donà di Piave) |

|                              |           |  |
| Beghetto 39’ Bocchetti 90+4’ | Marcatori |  |

| Arbitro: | Rizzoli (Bologna) |

|               |           |                 |
| Anaclerio 59’ | Marcatori | 90+3’ Maldonado |

| Arbitro: | Rocchi (Firenze) |

|                            |           |                             |
| Kutuzov 34’ Capparella 78’ | Marcatori | 5’ Anaclerio 16’, 35’ Gobbi |

| Arbitro: | Cassarà (Palermo) |

|                          |           |                 |
| Centurioni 30’ Ganci 76’ | Marcatori | 52’ Moscardelli |

| Arbitro: | De Marco (Chiavari) |

|                               |           |  |
| Protti 82’ C. Lucarelli 90+4’ | Marcatori |  |

| Arbitro: | Rodomonti (Roma) |

|                |           |              |
| Centurioni 50’ | Marcatori | 90+2’ Corini |

| Arbitro: | Tombolini (Ancona) |

|                                  |           |                      |
| Zampagna 27’, 51’ Borgobello 76’ | Marcatori | 8’ Gobbi 90+3’ Ganci |

| Arbitro: | Palanca (Roma) |

|           |           |                             |
| Ganci 21’ | Marcatori | 47’ Lavecchia 49’ Di Napoli |

| Salerno 7 dicembre 2003, ore 15:00 18ª giornata | Salernitana     | 0 – 0 | Treviso | Stadio Arechi\| Arbitro: \| Dattilo (Locri) \| |
| Arbitro:                                        | Dattilo (Locri) |       |         |                                                |

| Arbitro: | Castellani (Verona) |

|                                           |           |  |
| Varricchio 67’ Bellotto 83’ Reginaldo 88’ | Marcatori |  |

| Arbitro: | Nucini (Bergamo) |

|          |           |           |
| Jeda 79’ | Marcatori | 23’ Ganci |

| Treviso 6 gennaio 2004, ore 15:00 21ª giornata | Treviso          | 0 – 0 | Torino | Stadio Omobono Tenni\| Arbitro: \| Bertini (Arezzo) \| |
| Arbitro:                                       | Bertini (Arezzo) |       |        |                                                        |

| Arbitro: | Dattilo (Locri) |

|                  |           |                |
| Gautieri 9’, 84’ | Marcatori | 17’, 60’ Ganci |

| Arbitro: | Girardi (San Donà di Piave) |

|                             |           |         |
| Ganci 3’, 85’ Chiappara 48’ | Marcatori | 64’ Pià |

#### Girone di ritorno
| Arbitro: | Dattilo (Locri) |

|                |           |  |
| Centurioni 87’ | Marcatori |  |

| Arbitro: | Morganti (Ascoli Piceno) |

|              |           |  |
| M. Morfeo 2’ | Marcatori |  |

| Arbitro: | Nucini (Bergamo) |

|  |           |                         |
|  | Marcatori | 11’ Myrtaj 55’ Adailton |

| Bari 15 febbraio 2004, ore 15:00 27ª giornata | Bari                | 0 – 0 | Treviso | Stadio San Nicola\| Arbitro: \| De Marco (Chiavari) \| |
| Arbitro:                                      | De Marco (Chiavari) |       |         |                                                        |

| Treviso 22 febbraio 2004, ore 15:00 28ª giornata | Treviso           | 0 – 0 | Cagliari | Stadio Omobono Tenni\| Arbitro: \| Bergonzi (Genova) \| |
| Arbitro:                                         | Bergonzi (Genova) |       |          |                                                         |

| Arbitro: | Romeo (Verona) |

|                                      |           |                |
| Carparelli 26’ Ghiradello 38’ (rig.) | Marcatori | 70’ Varricchio |

| Arbitro: | Carlucci (Molfetta) |

|               |           |  |
| Mascara 90+4’ | Marcatori |  |

| Treviso 7 marzo 2004, ore 15:00 31ª giornata | Treviso             | 0 – 0 | Fiorentina | Stadio Omobono Tenni\| Arbitro: \| Castellani (Verona) \| |
| Arbitro:                                     | Castellani (Verona) |       |            |                                                           |

| Arbitro: | Cruciani (Pesaro) |

|            |           |  |
| Dionigi 5’ | Marcatori |  |

| Arbitro: | Giannoccaro (Lecce) |

|                  |           |            |
| Ganci 90’ (rig.) | Marcatori | 6’ Fattori |

| Venezia 21 marzo 2004, ore 15:00 34ª giornata | Venezia            | 0 – 0 | Treviso | Stadio Pierluigi Penzo\| Arbitro: \| Bolognino (Milano) \| |
| Arbitro:                                      | Bolognino (Milano) |       |         |                                                            |

| Arbitro: | Castellani (Verona) |

|                               |           |             |
| Parravicini 35’ Reginaldo 77’ | Marcatori | 20’ Kutuzov |

| Arbitro: | Ayroldi (Molfetta) |

|            |           |  |
| Rigoni 16’ | Marcatori |  |

| Arbitro: | De Marco (Chiavari) |

|           |           |             |
| Pianu 35’ | Marcatori | 22’ Vigiani |

| Arbitro: | De Santis (Roma) |

|                            |           |                                     |
| Corini 31’ (rig.) Jeda 43’ | Marcatori | 19’ D'Agostino 62’ Bianco 81’ Ganci |

| Arbitro: | Cassarà (Palermo) |

|               |           |             |
| Reginaldo 15’ | Marcatori | 22’ Jimenez |

| Arbitro: | Gabriele (Frosinone) |

|                               |           |                 |
| Di Napoli 50’, 57’ Mamede 80’ | Marcatori | 56’ Monticciolo |

| Arbitro: | Tagliavento (Terni) |

|                                          |           |  |
| Ganci 10’, 62’ Parravicini 16’ Gobbi 55’ | Marcatori |  |

| Arbitro: | Pieri (Genova) |

|              |           |                         |
| Calaiò 90+1’ | Marcatori | 6’ Ganci 74’ D'Agostino |

| Arbitro: | Ayroldi (Molfetta) |

|                  |           |               |
| Ganci 24’ (rig.) | Marcatori | 50’ Margiotta |

| Arbitro: | Girardi (San Donà di Piave) |

|                             |           |               |
| Conticchio 17’ Fabbrini 26’ | Marcatori | 9’ D'Agostino |

| Arbitro: | Pieri (Genova) |

|  |           |                                             |
|  | Marcatori | 7’ (rig.) Saudati 25’ Montolivo 50’ Pazzini |

| Arbitro: | M. Mazzoleni (Bergamo) |

|                                |           |                          |
| Bianco 18’ (aut.) La Vista 47’ | Marcatori | 51’ Ganci 85’ Centurioni |

### Coppa Italia

#### Girone 3
| Arbitro: | M. Mazzoleni (Bergamo) |

|            |           |  |
| Myrtaj 62’ | Marcatori |  |

| 26 agosto 2003 2ª giornata | Treviso | – Partita non disputata | Palermo |  |

| 5 settembre 2003 3ª giornata | AlbinoLeffe | – Partita non disputata | Treviso |  |